# Kabe
Kabe AB (i marknadsföring skrivet KABE, ursprungligen Karosseri AB Elit, senare Kabe husvagnar) är en svensk tillverkare av husvagnar och husbilar. Företaget, beläget i småländska Tenhult, grundades 1957 av Kurt Blomqvist (1925-2011). Årsproduktionen ligger på över 2 000 husvagnar och cirka 850 husbilar. Moderbolaget Kabe Group AB  är börsnoterat på Stockholmsbörsen med familjen Blomqvist som huvudägare (52% av kapitalet och 68% av rösterna år 2020). i företaget.

## Historik
Kabe fick sin början när Kurt Blomqvist skulle bygga en husvagn till sommarsemestern 1958. Den första produktionsmodellen hette Komet 250 och kostade då 3 800 svenska kronor. Under 1959 tillverkades en serie på åtta vagnar. 1960 kom en ny modell kallad Komet 280. Till skillnad från Komet 250 var den standardutrustad med bromsar. Sedan de tidiga åren har Kabe utvecklats, och idag[när?] har man cirka 100 planlösningar i sitt modellprogram.

## Sommarland
Kabe hade även ett Kabe Sommarland i Jönköping som drevs 1984-1995. Det nu övergivna och förfallna sommarlandet låg vid Haga i Jönköping.